# Uncanny X-Force
Uncanny X-Force è una serie a fumetti pubblicata dall'editore statunitense Marvel Comics dal 2010. Preso il posto della precedente X-Force (vol. 3) chiusa al termine del crossover Secondo avvento, la testata è caratterizzata da atmosfere militari e i personaggi in essa coinvolti sono stati descritti come un gruppo le cui anime sono state macchiate da forze malvagie nel passato che li hanno costretti a duri compromessi e perfino ad uccidere.
Dopo il n. 35 del dicembre 2012, Rick Remender lascia il posto a Sam Humphries (testi) e Ron Garney (disegni) che sfruttando l'iniziativa Marvel NOW!, con l'obiettivo di rilanciare il Marvel Universe dopo il crossover Avengers vs. X-Men, fanno ripartire la testata dal n. 1 (gennaio 2013).

## Storia editoriale
La prima serie, Uncanny X-Force (vol. 1), esordì nel 2010, scritta da Rick Remender fino al 2013 quando esordì una seconda serie, Uncanny X-Force (vol. 2), scritta da Sam Humphries.

## Trama

### Prima serie

#### Archi narrativi
- Soluzione apocalittica (The Apocalypse Solution). Qui si assiste alla resurrezione di Apocalisse nel corpo di un bambino, ai tentativi di Psylocke di tenere sotto controllo la personalità di Arcangelo, all'avvento dei quattro Cavalieri finali, ai tentativi di X-Force di impedire l'ascesa del malvagio e di far iniziare l'Era di Apocalisse.
- Deathlok Nation. Qui si assiste al furto del Mondo custodito da Fantomex da parte di Deathlok provenienti dal futuro inviati nel presente dal misterioso "Padre", alla scoperta che tali Deathlok sono stati costruiti utilizzando come base i supereroi con lo scopo di distruggere un contenuto preciso all'interno del Mondo impedendo che il loro futuro diventi realtà, all'intervento di Deathlok (lo stesso apparso su Wolverine: Weapon X) in soccorso di Fantomex, alla spedizione dell'intera X-Force all'interno del Mondo, all'uccisione del "Padre" ad opera di Deadpool con conseguente scomparsa dei Deathlok futuri ed alla scoperta che all'insaputa di tutti Fantomex sta facendo crescere in incubazione un piccolo Apocalisse dentro il Mondo.
- Angelo nero (The Dark Angel Saga). Qui si assiste alla scoperta che il Re delle Ombre è ancora vivo nel corpo di Amahl Farouk, alla battaglia mentale con Psylocke, alla sua librazione della personalità di Arcangelo che prepotentemente sottomette Warren, alla scoperta da parte di Magneto di X-Force ed alla sua richiesta di uccidere un nazista scampato all'arresto per mantenere il segreto, al tentativo di Arcangelo di uccidere un giornalista venuto a conoscenza di X-Force, alla prigionia di Arcangelo dopo essere stato fermato da Wolverine, al viaggio nell'Era di Apocalisse per recuperare un seme della vita (piantato dai Celestiali ed antitesi del seme della morte usato per creare il Cavaliere Morte, ossia Arcangelo) guidati da Bestia Nera, al tradimento di quest'ultimo che ritorna indietro, all'incontro con gli X-Men di quella dimensione, alla scoperta di come EdA-Wolverine si sia elevato al rango di "Apocalisse" ed abbia consentito al suo mondo di evolvere per non essere spazzato via dai Celestiali, al bacio fra Psylocke e Fantomex in un momento di sconforto, al recupero del seme ed al ritorno su Terra-616 dove si scopre che Arcangelo si è liberato ed assieme a Bestia Nera e i Cavalieri finali ha preso il controllo della X-Caverna, alla sconfitta di X-Force ed alla sottrazione del seme, alla decisione di Psylocke di rimanere con il suo amato mentre gli altri fuggono, alla creazione di Tabula Rasa dalla distruzione di una cittadina nel Montana ad opera di Genocidio (figlio di Apocalisse e Autumn Rolfson, prima Carestia), all'impianto del seme e all'utilizzo dei motori di manipolazione temporale del Mondo per far trascorrere milioni di anni al suo esterno facendo nascere un nuovo ecosistema, all'intervento di X-Force che porta all'uccisione di Morte per mano di Deathlok ed alla tortura di Carestia che rivela la posizione della Metropoli di Akkaba nelle profondità del Polo nord, all'infiltrazione della squadra nella città, allo scontro con EdA-Uomo Ghiaccio e EdA-Blob, al soccorso di alcuni membri degli X-Men provenienti dall'Era di Apocalisse portati da Gateway dietro richiesta di Fantomex, alla scoperta che intendono utilizzare il seme e la fontana del fato per amplificare il potere di Genocidio e bruciare tutta la Terra per poi farla rinascere, allo scontro fra Fantomex e Psylocke diventata la nuova Morte ed al suo "esorcismo" effettuato da EdA-Jean Grey, alla fuga di Bestia Nera e dei Cavalieri finali superstiti adducendo come scusa la protezione dell'erede concepito da Arcangelo con Pestilenza, alla liberazione di Genesis (clone di Apocalisse) dalla stasi in cui era posto per farlo combattere, alla sconfitta di Arcangelo per mano di Psylocke che lo trafigge con il seme utilizzando poi la telepatia per fargli vivere nei suoi ultimi istanti un'illusione di vita ideale prima che la sua mente si spenga, alla distruzione di buona parte del Mondo, alla scoperta che Warren è rinato dal potere del seme ma non conserva più alcun ricordo.
- Altromondo (Otherworld). Qui si assiste al rapimento di Psylocke e Fantomex da parte dei Capitan Bretagna Corps, al processo a Fantomex per l'omicidio del piccolo Apocalisse, alla battaglia per proteggere la Torre dell'Omniverso dall'assedio del malvagio demone-caprone Horoam'ce, all'offerta di Capitan Bretagna e Jamie Braddock di far indossare a Psylocke il manto di Lady Bretagna, alla condanna di Fantomex alla cancellazione dall'esistenza, all'arrivo su Altromondo del resto di X-Force che si scontra e viene sconfitta dal Caprone e dal suo esercito di non-morti, al ripiegamento in un villaggio in cui si trova la resistenza guidata da Meggan da cui Nightcrawler è subito attratto, alla scelta di Psylocke di salvare Fantomex abbandonando i fratelli e le responsabilità verso Altromondo, alla fuga nella foresta del dolore alla ricerca dell'aiuto dello stregone Krokwel per guarire la mente morente di Fantomex in cambio di qualcosa, alla rivelazione della collaborazione fra il Caprone e lo Scuoiato (mutante appartenente al Progetto Arma Plus inviato dal Padre a recuperare la Sfera della negromanzia di Merlyn custodita su Altromondo, ma poi tradito da Fantomex e consegnato ai Capitan Bretagna Corps), all'assalto finale delle forze nemiche alla Torre ed al villaggio in cui X-Force e i ribelli si trovano, al tentativo di Fantomex e Psylocke di raggiungere la Torre per accedere alla porta di Terra-616, alla loro cattura da parte dello Scuoiato che si vendica del torto passato staccando la faccia al primo ed alla sua sconfitta grazie ad un potente veleno in mano a Psylocke (ricevuto in precedenza da Krokwel), all'invasione della Torre da parte del Caprone che comincia ad aprire le porte infettando e distruggendo molti universi, alla scoperta di Psylocke che Jamie è colui che in futuro evocherà il demone (che riuscirà ad ottenere una piattaforma temporale) per raggiungere un'illuminazione cosmica venendone purtroppo posseduto, all'incapacità di Capitan Bretagna di uccidere il fratello, alla decisione di Psylocke di prendere possesso del corpo del gemello con la telepatia per spezzare il collo di Jamie facendo scomparire il Caprone e salvando Altromondo ma rimanendo con l'amaro in bocca per aver dovuto uccidere il fratello.
- Execuzione finale (Final Execution). Qui si assiste all'entrata in scena di una nuova Confraternita dei mutanti composta da Mystica, Sabretooth, EdA-Blob, il Re delle Ombre, i tre cloni del clan Omega ossia Omega Red, Omega Black e Omega White, lo Scuoiato e guidata da Daken con lo scopo di dimostrare l'ipocrisia di Wolverine e ucciderlo, alla nascita della tumultuosa relazione fra Psylocke e Fantomex, al rapimento della ragazza e la successiva tortura per mano del Re, al suo salvataggio da parte di Fantomex che però viene ucciso dallo Scuoiato, alla mutazione di E.V.A. da navetta ad umanoide, alla distruzione della X-Caverna per mano di un riprogrammato Ultimaton, al viaggio nel futuro grazie all'intervento provvidenziale del teleporta Gateway, alla scoperta che Psylocke diventerà una leader totalitaria creando numerose X-Force per mantenere il mondo in pace, al rapimento di Genesis da parte della Confraternita con lo scopo di condizionarlo per farlo diventare Apocalisse, alla decisione di X-Force di andare a salvarlo dopo aver rapito Mystica con l'inganno, al tradimento di EdA-Nightcrawler che accetta di liberarla pur di avere la sua vendetta nei confronti di Eda-Blob reo di aver ucciso e divorato sua moglie, allo scontro fra Wolverine e il figlio che risulta nella morte del secondo per mano del padre, allo smantellamento della Confraternita, alla resurrezione di Fantomex guidata da Deadpool che però sbaglia facendo in modo che ognuno dei suoi tre cervelli abbia un corpo creando un Fantomex donna chiamata Cluster, un Dark Fantomex malvagio, un Fantomex "originale" e alla ripresa della relazione fra Psylocke e quest'ultimo.

### Seconda Serie
Tempeste, Psylocke e Puck vengono inviati da Wolverine a Los Angeles, per fermare un traffico di droghe diretto da Spirale.
Quest'ultima rivelerà che le droghe sono solo caramelle, e che le illusioni sono causate da una giovane mutante telepate di nome Ginny. Sulla scena però giungerà Alfiere, posseduto da Cassandra Nova, che invaderá il corpo di Ginny. In seguito Psylocke guarirà Alfiere e a lei si affeziona il Demone Orso, un demone che possedeva Alfiere.

#### Archi narrativi
Arma XIII
Psylocke verrà informata da Cluster che Arma XIII ha rapito Fantomex e le chiede aiuto per liberarlo. Alla fine Fantomex, Cluster e Arma XIII torneranno a essere una sola persona.
Il Ritorno della Regina
Psylocke torna a Los Angeles dove Alfiere le rivela che in futuro i Reverant, parassiti psichici, guidati dalla loro regina Cassandra Nova terrorizzano il mondo e che Cassandra è tornata i dietro nel tempo per aver un dominio maggiore e che per fermarla bisognerà sacrificare una telepate. Però Psylocke viene esiliato con Puck nel mondo dei Reverant, e Spirale non vuole assolutamente uccidere Ginny. Il demone orso però salverà Psylocke, che, nonostante avesse deciso di non uccidere mai più, ucciderà Cassandra, che era rinchiusa nel Reverant di Psylocke stessa.

## Formazione
| Numeri | Personaggi prima serie                                    |
| ------ | --------------------------------------------------------- |
| 1-10   | Arcangelo, Deadpool, Fantomex, Psylocke, Wolverine        |
| 11-14  | Deadpool, Fantomex, Psylocke, Wolverine                   |
| 15-18  | Deadpool, Deathlok, Fantomex, Psylocke, Wolverine         |
| 19-26  | Deadpool, Fantomex, EdA-Nightcrawler, Psylocke, Wolverine |
| 27-33  | Deadpool, E.V.A., EdA-Nightcrawler, Psylocke, Wolverine   |
| 34-35  | Deadpool, E.V.A., Psylocke, Wolverine                     |
|        | Personaggi seconda serie                                  |
| 1-6    | Alfiere, Psylocke, Puck, Spirale, Tempesta                |
| 7-9    | Cluster, Fantomex, Psylocke                               |
| 10-15  | Alfiere, Psylocke, Puck, Spirale, Tempesta                |
| 16-17  | crossover Vendetta                                        |